# Let God Sort Em Out
Let God Sort Em Out è il quarto album in studio del duo hip-hop americano Clipse, composto dai fratelli Pusha T e Malice. Pubblicato in collaborazione con Roc Nation Distribution l'11 luglio 2025, segna il primo album del duo dal 2009 con l'album Til the Casket Drops; Malice ha lasciato il duo nel 2010 e la coppia si è riunita nel 2019. Il collaboratore e mentore di lunga data Pharrell Williams torna come produttore esecutivo e unico dell'album dopo la rottura con il suo collaboratore dei Neptunes Chad Hugo; appare anche come ospite, insieme ad Ab-Liva (del progetto parallelo dei Clipse Re-Up Gang), John Legend, Kendrick Lamar, Nas, Stove God Cooks, The-Dream, Tyler, the Creator e il coro Voices of Fire. Tra gli altri collaboratori figurano Lenny Kravitz e Stevie Wonder.
Le voci su un nuovo album dei Clipse iniziarono a circolare nel 2023, quando Pharrell, che nello stesso anno divenne direttore creativo della linea uomo della lussuosa casa di moda Louis Vuitton, incluse un nuovo brano dei Clipse nella colonna sonora della sfilata Louis Vuitton Uomo Primavera-Estate 2024; anche le due edizioni annuali successive includevano musica del duo. Le sessioni di registrazione dell'album, iniziate nel 2023, si sono svolte tra uno studio in Virginia, lo stato d'origine del trio, e la sede centrale di Louis Vuitton a Parigi, in Francia.

## Tracce
1. The Birds Don't Sing (with John Legend and Voices of Fire) – 4:00 (Stevland Morris)
2. Chains & Whips (with Kendrick Lamar) – 4:03 (Kendrick Duckworth)
3. P.O.V. (with Tyler, the Creator) – 4:18 (Tyler Okonma)
4. So Be It – 3:14
5. Ace Trumpets – 2:34
6. All Things Considered (with The-Dream and Pharrell Williams) – 3:09 (Terius Gesteelde-Diamant)
7. M.T.B.T.T.F. – 2:36
8. E.B.I.T.D.A. (with Pharrell Williams) – 1:59
9. F.I.C.O. (with Stove God Cooks) – 3:21 (Aaron Cook)
10. Inglorious Bastards (with Ab-Liva) – 2:33 (Rennard East)
11. So Far Ahead (with Pharrell Williams) – 3:22
12. Let God Sort Em Out/Chandeliers (with Nas) – 2:32 (Nasir Jones)
13. By the Grace of God (with Pharrell Williams) – 3:06